# 徳積村
徳積村（とくづみむら）は、かつて岐阜県揖斐郡にあった村である。
現在の揖斐郡揖斐川町谷汲徳積に該当する。
発足時は大野郡の村であったが、後に揖斐郡の村となった。

## 歴史
- 1875年（明治8年） - 谷汲村と結城村が合併し、徳積村となる。
- 1889年（明治22年）7月1日 - 町村制により、徳積村が発足。
- 1897年（明治30年）4月1日[2] - 池田郡と大野郡の一部と合併して揖斐郡となる。当村は揖斐郡の所属となる。
- 1897年（明治30年）4月1日 - 名礼村、大洞村、深坂村と合併し、谷汲村発足。同日徳積村は廃止。

## 神社・仏閣
- 華厳寺
- 結城神社